# ساليتو
ساليتو (بالإيطالية: Saletto)‏ هي بلدية في مقاطعة باذوة في منطقة فنيتة الإيطالية، وتقع على بعد70 كيلومترًا (43 ميلًا) جنوب غرب البندقية و 35 كيلومترًا (22 ميلًا) جنوب غرب باذوة.